# Belton (Karolina Południowa)
Belton – miasto w Stanach Zjednoczonych, w stanie Karolina Południowa, w hrabstwie Anderson.